# هانس باكر
هانس باكر (بالإنجليزية: Hans Bakker) (و. 1937 – 2015 م) هو، كان عضوًا في مؤسسة إسبرانتو العالمية، توفي عن عمر يناهز 78 عاماً.

## مناصب
تولى منصب Universal Esperanto Association committee member ‏، وcommittee member of TEJO ‏، وboard member of UEA ‏، وboard member of TEJO ‏.

## جوائز
حصل على جوائز منها:
- Honorary Member of the World Esperanto Association ‏ (2002)
- Esperantist of the Year [الإنجليزية]‏ (2000)
- Honorary member of the World Esperanto Youth Organization ‏.